# صالح سلطان فرج
صالح فرحان (مواليد 10 يناير 1966) رياضي في الخماسي الحديث ومبارز سيف الشيش بحريني. نافس في مسابقتي الخماسي الحديث ومبارزة سيف الشيش في دورة الألعاب الأولمبية الصيفية 1988.

## روابط خارجية
- صالح سلطان فرج على موقع أوليمبيديا (الإنجليزية)